# Birmingham Challenger 1993
Il Birmingham Challenger 1993 è stato un torneo di tennis facente parte della categoria ATP Challenger Series nell'ambito dell'ATP Challenger Series 1993. Il torneo si è giocato a Birmingham negli Stati Uniti dal 19 al 25 aprile 1993 su campi in terra verde.

## Vincitori

### Singolare
Mikael Pernfors ha battuto in finale  Claudio Mezzadri con il punteggio di 7–6, 6–3

### Doppio
Bryan Shelton /  Todd Witsken hanno battuto in finale  Pablo Albano /  Javier Frana con il punteggio di 7–6, 6–3